# Svätý Jur
Svätý Jur (tysk: Sankt Georgen, ungarsk: Szentgyörgy) er en lille by nordøst for Bratislava, hovedstaden i Slovakiet. Navnet betyder Sankt Georg. Mellem 1960 og 1990, havde byen det ikke-religiøse navn Jur pri Bratislave. Svätý Jur har en befolkning på ca. 5.000.

## Geografi
Svätý Jur ligger i Pezinok distriktet i Bratislava Regionen i det sydvestlige Slovakiet. Det omgivende areal inkluderer store vingårde i det nærtliggende Lille Karpatere og de unikke Šúr sumpe, der er et beskyttet område.

## Historie
Arkæologiske udgravninger daterer beboelsen tilbage til Hallstatt perioden og Quadi perioden. I det 9. århundrede, blev der bygget et stormährisk slot her. Svätý Jur blev første gang nævnt i skriftlige kilder i 1209 og modtog byrettigheder i 1299. Den blev en kongelig friby i Kongeriget Ungarn i 1647. På trods af bygningen af en bymur mellem 1603 og 1664, blev Svätý Jur ødelagt af det Osmanniske Rige i 1663. De osmanniske tropper ødelagde ligeledes det Hvide Slot (Slovakisk: Biely Kameň), der havde været et vigtig administrativt center indtil da.
I det 18 og 19. århundrede og et godt stykke ind i det 20. århundrede var befolkningen primært tyskere, men de blev tvunget ud efter 2. verdenskrig.
I 1840 blev den første (hestetrukne) jernbane i Kongeriget Ungarn bygget fra byen til Bratislava.

## Eksterne links
- Officiel hjemmeside for Svätý Jur Arkiveret 5. september 2006 hos  Wayback Machine
- Fotografier af Svätý Jur
- Kort beskrivelse af Biely Kameň slottet Arkiveret 8. maj 2012 hos  Wayback Machine